# 黑人历史月
黑人历史月（英語：Black History Month），又名非裔美國人歷史月（African-American History Month），源于1926年成立的“黑人历史周”活动。1915年9月，黑人历史学家卡特·G·伍德森于1915年9月发起成立了美国黑人生活和历史研究协会，旨在研究黑人历史、保存黑人文化。1926年2月第二周，协会举办了黑人历史周活动，纪念林肯总统诞辰。全美范围内的学校和社区响应了这次活动。
1960年代末，黑人平权运动高涨，历史周活动在许多学校里扩展成了“历史月”。1976年，杰拉尔德·福特总统官方承认了历史月，呼吁美国民众借此纪念非裔美国人所做出的被忽略的贡献。